# Ilija Pantelić
Ilija Pantelić (né le 2 août 1942 à Banja Luka, et mort le 17 novembre 2014 à Novi Sad) est un joueur de football serbe évoluant au poste de gardien de but avant de se reconvertir en entraîneur à partir de 1977. 
Ce gardien de but de 1,85 m pour 85 - 86 kg, connu pour son fort tempérament, ses arrêts et envolées spectaculaires, ne doit pas être confondu avec Dragan Pantelić, également gardien international yougoslave.

## Biographie

### Carrière en club

#### Débuts en Yougoslavie
Ilja Pantelić fait ses gammes en équipe de jeunes avec le BAK Bela Crkva. S'il fait ses premiers pas sur les terrains au poste d'arrière droit, son tempérament incite rapidement ses entraîneurs à le repositionner dans les buts, afin de le canaliser. Il débute ensuite sa carrière professionnelle avec le Radnički Sombor avant de jouer huit saisons pour le Vojvodina Novi Sad. Gardien de but, Pantelić parvient tout de même à marquer six buts en 176 matchs dont un triplé contre Trešnjevka. Ayant remporté le championnat de Yougoslavie lors de la saison 1965-1966, le Vojvodina participe à la Coupe des clubs champions européens la saison suivante. Lors du deuxième tour, Pantelić inscrit un but face à l'Atlético de Madrid, devenant ainsi le premier gardien à maquer dans la compétition. 

#### Première division française
En 1969, Pantelić rejoint l'Olympique de Marseille mais il est prêté au Racing Football Club de Paris-Neuilly pour respecter le quota de joueurs étrangers en vigueur. Le gardien reviendra finalement dans le sud de la France pour deux petits matchs de première division, compétition remportée par le club phocéen. À l'âge de 29 ans, Jules Filippi recrute l'international Yougoslave qui ne tarde pas à montrer ses qualités avec le Sporting Club bastiais. Dès sa première saison, son équipe se qualifie pour la finale de Coupe de France mais s'incline face à l'Olympique de Marseille de Josip Skoblar. Après trois saisons sur l'Île de Beauté, Pantelić rejoint la capitale française et le Paris Saint-Germain de Daniel Hechter. Sous les ordres de Just Fontaine, Panto comme il était surnommé, se distingue par ses sorties autoritaires et ses arrêts spectaculaires dans les cages parisiennes. Il enregistre le premier de ses nombreux clean sheets face à Sochaux le 2 août 1974. Lors de la saison 1976-1977, la dernière du portier parisien, Dragan Džajić met à rude épreuve son compatriote qui prend sa retraite quelques mois plus tard.  

### Carrière en sélection nationale

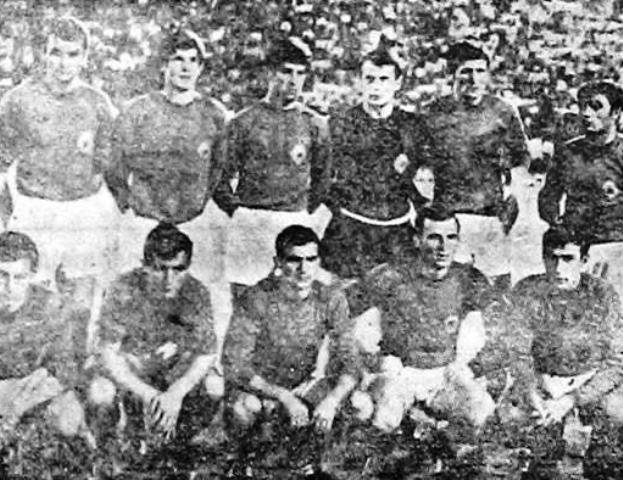
Equipe de Yougoslavie de football en 1968

Grâce à ses bonnes performances avec le Vojvodina Novi Sad, Pantelić honore sa première sélection avec la Yougoslavie en 1964. Dans l'ombre d'Ivan Ćurković durant plusieurs rencontres, le portier du Vojvodina s'illustre en tant que titulaire en 1968, lors du Championnat d'Europe. Son équipe atteint la finale de la compétition mais ne peut soulever le trophée européen après une finale rejouée perdue sur le score de deux buts à zéro face à la sélection italienne.

### Carrière d'entraîneur
Gardien de but du Paris Saint-Germain, Pantelić termine la saison 1976-1977 sur le banc de touche parisien avec Pierre Alonzo, à la suite du départ de Velibor Vasović. Ne se plaisant pas à Paris, Pantelić retourne rapidement en Yougoslavie. Il devient ainsi entraîneur du Vojvodina Novi Sad en 1981. Après sept saisons passées sur le banc de touche, l'ancien portier se charge de la formation des jeunes du club avant d'en devenir le directeur sportif. 

## Palmarès personnel

### En club
- Champion de Yougoslavie en 1966 avec le Vojvodina Novi Sad
- Vice-champion de Yougoslavie en 1962 avec le Vojvodina Novi Sad
- Champion de France en 1971 avec l'Olympique de Marseille
- Vainqueur du Trophée des champions en 1972 avec Bastia
- Finaliste de la Coupe de France en 1972 avec Bastia

### En sélection
- Finaliste de l'Euro 1968 avec la Yougoslavie